# Amandine Leynaud
Amandine Suzanne Monique Leynaud (* 2. Mai 1986 in Aubenas, Frankreich) ist eine französische Handballspielerin, die über viele Jahre in der französischen Nationalmannschaft aktiv war.

## Karriere
Leynaud begann das Handballspielen im Alter von 13 Jahren in ihrem Geburtsort Aubenas und spielte anschließend in Bourg-de-Péage. Ab 2004 hütete die Torhüterin das Tor vom französischen Erstligisten Metz Handball. Mit Metz gewann sie sechs Mal die Meisterschaft, sieben Mal den Ligapokal und einmal den französischen Pokal. Ab dem Sommer 2012 spielte sie beim rumänischen Verein CS Oltchim Râmnicu Vâlcea. Nachdem Râmnicu Vâlcea in finanziellen Schwierigkeiten geriet und ihr mehrere Monate kein Gehalt gezahlt werden konnte, nutzte sie im Februar 2013 eine Ausstiegsklausel ihres Vertrags und wechselte zum mazedonischen Verein ŽRK Vardar SCBT. Aufgrund eines Kreuzbandrisses bestritt sie zuvor kein einziges Pflichtspiel für Oltchim. Ab dem Sommer 2018 stand sie beim ungarischen Spitzenverein Győri ETO KC unter Vertrag. Ab der Saison 2020/21 war Leynaud zusätzlich in der ersten Mannschaft von Győri ETO KC als Torwarttrainerin tätig. Im Sommer 2022 beendete sie ihre Karriere. Im Februar 2023 schloss sich Leynaud erneut Győri ETO KC an, um den schwangerschaftsbedingten Ausfall von Silje Solberg zu kompensieren. Im selben Jahr gewann sie einen weiteren Meistertitel mit Győri ETO KC.
Leynaud absolvierte 254 Partien für die französische Auswahl. Mit der französischen Équipe nahm die Rechtshänderin 2008 und 2012 an den Olympischen Spielen teil. Bei den Olympischen Spielen 2016 in Rio de Janeiro gewann sie die Silbermedaille. Bei der Europameisterschaft 2016 gewann sie die Bronzemedaille. 2013 und 2017 gewann sie mit Frankreich den WM-Titel. Des Weiteren war sie bei den Weltmeisterschaften 2007, 2009, 2011, 2013 und 2015 für Frankreich aktiv. Bei der Europameisterschaft 2018 gewann Leynaud die Goldmedaille und wurde zusätzlich in das All-Star-Team gewählt. Leynaud gewann bei der Europameisterschaft 2020 die Silbermedaille. Mit der französischen Auswahl gewann sie die Goldmedaille bei den Olympischen Spielen in Tokio. Leynaud parierte im Turnierverlauf 30 % der gegnerischen Würfe. Anschließend beendete sie ihre Länderspielkarriere.
Leynaud leitete ab dem Sommer 2022 das Torwarttraining beim französischen Verein Bourg-de-Péage Drôme Handball. Seit September 2022 ist sie für das Torwarttraining der französischen Nationalmannschaft verantwortlich.

## Erfolge
- französische Meisterschaft 2005, 2006, 2007, 2008, 2009 und 2011
- französischer Pokal 2010
- französischer Ligapokal 2005, 2006, 2007, 2008, 2009, 2010 und 2011
- mazedonische Meisterschaft 2013, 2014, 2015, 2016, 2017, 2018
- mazedonische Pokal 2014, 2015, 2016, 2017, 2018
- ungarischer Meister 2019, 2022
- ungarischer Pokal 2019, 2021
- EHF Champions League 2019
- 2. Platz bei der Weltmeisterschaft 2009 und 2011
- 2. Platz bei den Olympischen Spielen 2016
- 3. Platz bei der Europameisterschaft 2016
- 1. Platz bei der Weltmeisterschaft 2017
- 1. Platz bei der Europameisterschaft 2018
- 2. Platz bei der Europameisterschaft 2020
- 1. Platz bei den Olympischen Spielen 2020